# Nikolai Puusepp
Nikolai Puusepp (ros. Николай Густавович Пуусеп, ur. 19 kwietnia?/2 maja 1905 we wsi Krasucha w guberni twerskiej, zm. 22 maja 1965 w Tallinie) – działacz partyjny i państwowy Estońskiej SRR.

## Życiorys
Od września 1926 do grudnia 1931 studiował na Komunistycznym Uniwersytecie Mniejszości Narodowych Zachodu im. Juliana Marchlewskiego, od 1927 należał do WKP(b), od stycznia 1932 do października 1939 wykładał ekonomię polityczną i marksizm-leninizm w obwodzie leningradzkim, a od października 1939 do czerwca 1940 instruktorem-tłumaczem Zarządu Politycznego Leningradzkiego Okręgu Wojskowego. Od 1940 był pracownikiem politycznym w Armii Czerwonej, od marca 1942 do września 1943 szefem Wydziału Politycznego 249 Estońskiej Dywizji Piechoty Armii Czerwonej, we wrześniu-październiku 1943 pozostawał w rezerwie KC Komunistycznej Partii (bolszewików) Estonii. Od 1 października 1943 do 2 grudnia 1944 był sekretarzem, a od 2 grudnia 1944 do 19 kwietnia 1946 III sekretarzem KC KP(b)E, od 1946 do maja 1950 zastępcą przewodniczącego Rady Ministrów Estońskiej SRR i jednocześnie od 25 grudnia 1948 do kwietnia 1951 członkiem KC KP(b)E. Od sierpnia 1950 do 22 października 1951 był zastępcą dyrektora Instytutu Historii Partii przy KC KP(b)E, od listopada 1951 do stycznia 1953 dyrektorem sowchozu w Estońskiej SRR, a w latach 1953–1959 wykładowcą i pracownikiem instytucji gospodarczych. Odznaczony Orderem Czerwonej Gwiazdy.